# Meluzza Comasca
Meluzza Comasca (o Comense) è un personaggio immaginario, inventato da Ortensio Lando e riportato nel suo Commentario delle più notabili e mostruose cose d'Italia e altri luoghi. Catalogo de gli inventori delle cose che si mangiano & si beveno. Lando le attribuisce l'invenzione dei "pinzoccheri", ma lo fa all'interno di un testo letterario pregno di ironia e di paradossi riportati per stupire i lettori.

## Descrizione
Gli studiosi concordano nel riconoscere che Meluzza e gli altri supposti “inventori” citati da Lando siano personaggi fittizi, inseriti con intento giocoso e satirico. Il Catalogo de gli inventori delle cose che si mangiano e si bevono nacque come appendice al Commentario del 1548, un'opera enciclopedica in cui Lando finge il resoconto di un viaggio attraverso le curiosità gastronomiche d'Italia. In questo Catalogo, “personaggi fantastici, mitologici e storici sfilano in qualità di inventori di piatti prelibati”, consentendo all'autore di esibire una dotta mistificazione. Lando, celato dietro lo pseudonimo di M. Anonymo di Utopia, inventa dunque padri e madri di pietanze per puro diletto letterario. La critica moderna sottolinea il carattere palesemente inverosimile e paradossale di queste attribuzioni: il Catalogo è descritto come un “variegato e divertente repertorio” gastronomico, dove la fantasia prevale sulla realtà storica. Capatti e  Montanari lo definiscono: "Un lepido catalogo di aneddoti culinari", rilevando come Lando attribuisca provocatoriamente a semplici “donne di paese” meriti gastronomici straordinari e di pura invenzione. In effetti, la stessa presenza di nomi bizzarri (come Meluzza, Libista, Melibea ecc.) e l'ambientazione utopica chiariscono la natura ironica dell'opera. Si può quindi affermare con certezza che Meluzza Comense non ebbe mai esistenza reale, ma fu creata da Lando per arricchire questo gioco erudito-letterario sulle origini dei cibi.
Il nome di questa donna "inventata" compare in molti siti web, italiani e stranieri, per lo più legati alla voce "pizzoccheri". Viene in verità quasi sempre riferito come citazione dal testo di Ortensio Lando, ma - salvo una o due eccezioni - non ne viene messa in dubbio l'esistenza come persona, talvolta addirittura  come "famosa cuoca" ("a famous cook"). Si tratta di un classico errore di propagazione.